# BBC Radio 6 Music

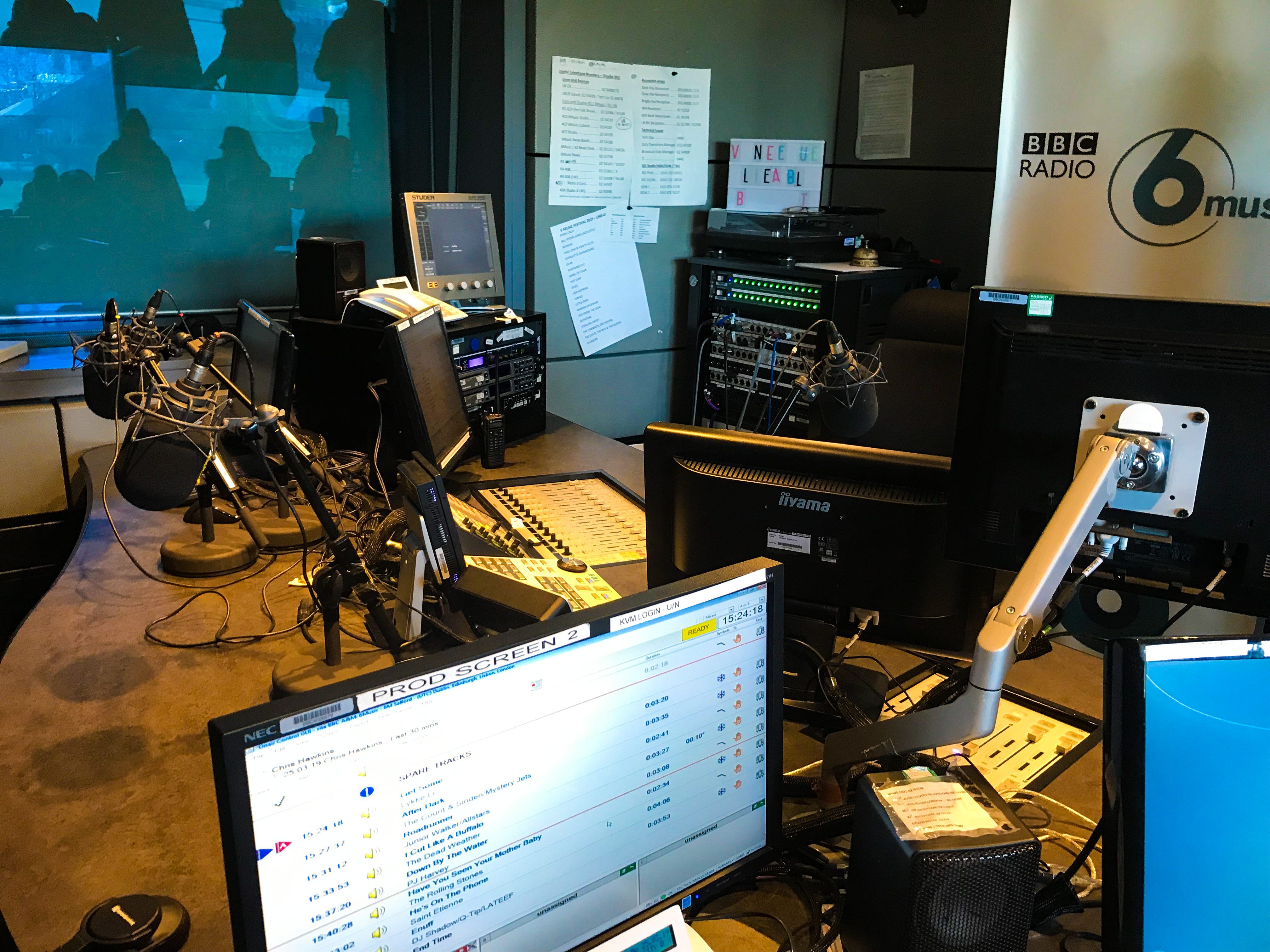
BBC Radio 6 Music Studio in Manchester

Logo vor 2022

BBC Radio 6 Music (auch: BBC 6 Music) ist ein am 11. März 2002 gegründetes Hörfunkprogramm der BBC. Ursprünglich hieß es Network Y. Es ist nur über digitale Empfangsgeräte zu hören (digitales Radio, Internet und verschiedene Formen des digitalen Fernsehens). Der Sender spielt Spartenmusikstile wie Independent, Classic Rock, Punk, Jazz, Funk und Hip-Hop. Er soll sich von anderen Hörfunkformaten der BBC, wie Radio 1 und Radio 2 dadurch abgrenzen, dass er eine Alternative zum Mainstream anbietet. Die Moderatoren und DJs gelten als Experten auf ihren jeweiligen musikalischen Gebieten. Zum Einsatz kommen sowohl ehemalige Musiker, wie z. B. Tom Robinson oder Marc Riley (The Fall), als auch aktive Musiker, wie z. B. Guy Garvey (Elbow) oder Huey Morgan (Fun Lovin’ Criminals) sowie bspw. der Comedian und Musikexperte Jon Richardson aka Countdown Kid mit seiner Sendung The Jon Richardson Show. Seit 2010 hat Tom Ravenscroft, der Sohn von John Peel, eine wöchentliche Sendung am Freitagabend.